# Trevor Bauer
Trevor Andrew Bauer, född den 17 januari 1991 i North Hollywood i Los Angeles i Kalifornien, är en amerikansk professionell basebollspelare som är free agent. Bauer är högerhänt pitcher.
Bauer har tidigare spelat i Major League Baseball (MLB) för Arizona Diamondbacks (2012), Cleveland Indians (2013–2019), Cincinnati Reds (2019–2020) och Los Angeles Dodgers (2021). Han har tagits ut till MLB:s all star-match och All-MLB First Team en gång vardera och vunnit en Cy Young Award, priset till ligans bästa pitcher.
Bauer stängdes av i mitten av 2021 års säsong på grund av misstankar om sexuella övergrepp mot en kvinna. Avstängningen förlängdes senare och varade fram till december 2022.

## Karriär

### College
Bauer spelade tre säsonger för University of California, Los Angeles 2009–2011. Under den sista säsongen var han 13–2 (13 vinster och två förluster) med en earned run average (ERA) på 1,25 och erhöll Golden Spikes Award, priset till USA:s bästa amatörspelare.

### Major League Baseball

#### Arizona Diamondbacks
Bauer draftades av Arizona Diamondbacks 2011 som tredje spelare totalt och redan samma säsong gjorde han proffsdebut i Diamondbacks farmarklubbssystem. Han debuterade i MLB för Diamondbacks den 28 juni 2012, men var redan efter den säsongen med i en stor bytesaffär mellan flera klubbar och hamnade i Cleveland Indians.

#### Cleveland Indians

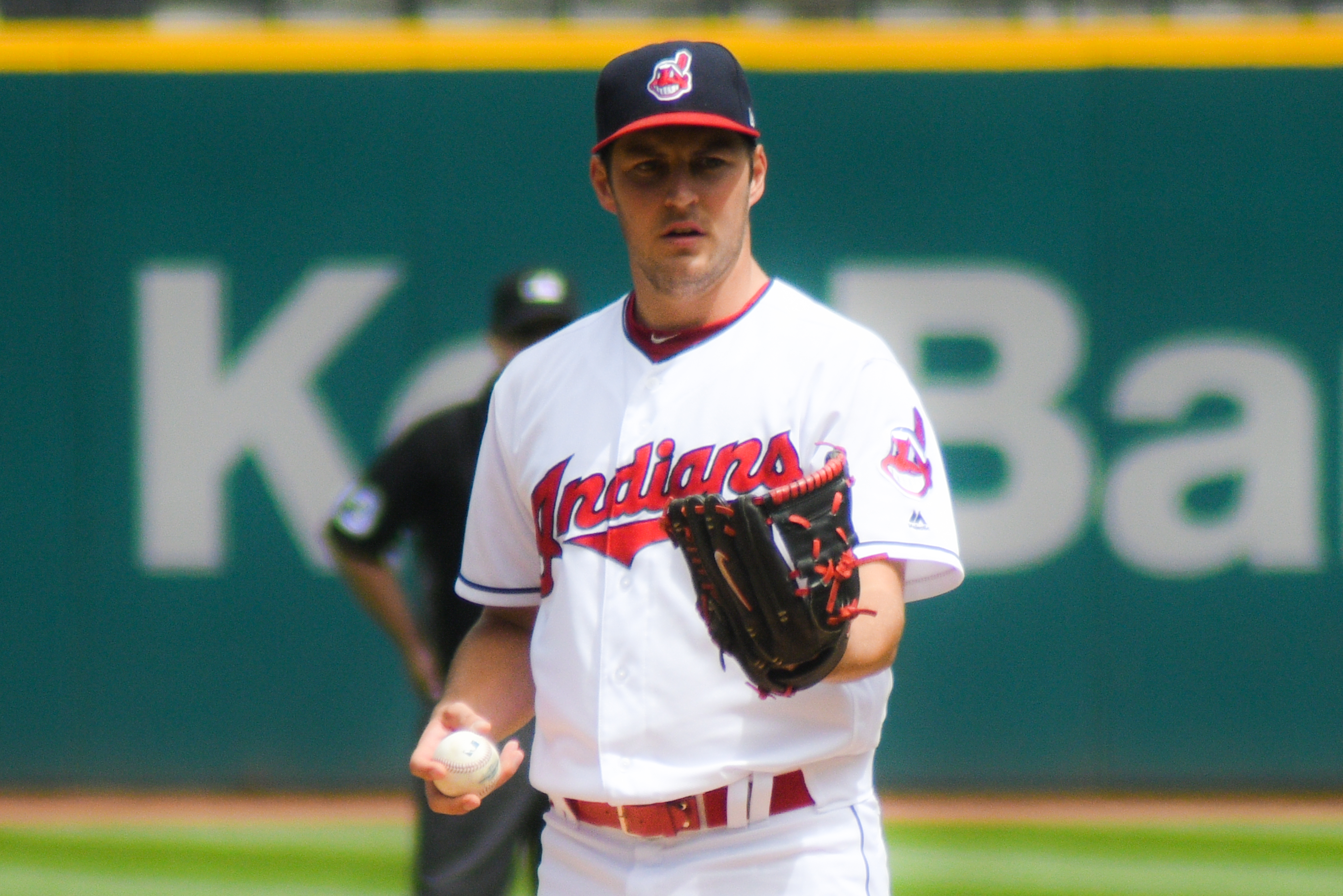
Bauer i Cleveland Indians dräkt under 2017 års säsong.

Bauer var en hygglig startande pitcher under de närmast följande säsongerna med en ERA på mellan 4,18 och 5,29 under 2013–2017. Därefter började han förbättra sitt spel och 2018, då han togs ut till sin första all star-match, sänkte han sin ERA till 2,21 samtidigt som han var 12–6. I mitten av nästföljande säsong var han återigen inblandad i en stor bytesaffär och hans nya klubb blev Cincinnati Reds.

#### Cincinnati Reds
Bauer hade en fantastisk säsong 2020, som var kraftigt förkortad på grund av covid-19-pandemin. Han hade bland annat lägst ERA i National League (1,73) och även lägst WHIP (0,79). Efter säsongen belönades han med National Leagues Cy Young Award, den första Reds-pitchern någonsin att få den äran, och valdes till All-MLB First Team. Han blev också free agent för första gången och tackade nej till Reds så kallade qualifying offer om 18,9 miljoner dollar för 2021.

#### Los Angeles Dodgers
Inför 2021 års säsong skrev Bauer, efter mycket spekulationer i media, på ett treårskontrakt värt 102 miljoner dollar med Los Angeles Dodgers, vilket skulle ge honom högst lön i MLB både 2021 (40 miljoner dollar) och 2022 (45 miljoner dollar). Kontraktet gav honom rätt att bryta det efter både 2021 och 2022. I början av juli tvingades han dock av MLB att "ta tjänstledigt" (administrative leave) med bibehållen lön efter att ha blivit misstänkt för sexuella övergrepp mot en kvinna. Detta varade säsongen ut och fortsatte även efter det att åklagaren i februari 2022 meddelat att Bauer inte skulle komma att åtalas. I slutet av april samma år meddelade MLB att Bauer med omedelbar verkan stängdes av utan lön i 324 matcher, motsvarande två hela säsonger, vilket inte inkluderade de matcher han missat sedan juli 2021. Det var den längsta avstängningen som MLB meddelat med anledning av misstankar om misshandel eller andra övergrepp. Bauer meddelade genast att han skulle överklaga beslutet. I december 2022 meddelade en skiljedomare att avstängningen reducerades till 194 matcher, vilka han då redan hade avtjänat. Han skulle dock inte få någon lön för de första 50 matcherna 2023. Ett par veckor senare meddelade Dodgers att man inte ville ha honom i spelartruppen (designated for assignment), och när ingen annan klubb ville ha honom släpptes han en vecka senare. Dodgers måste ändå betala hans lön för 2023.